# 시모스와정
시모스와정(일본어: 下諏訪町 시모스와마치[*])은 일본 나가노현 스와군의 정이다.
스와호와 시모스와 온천, 스와 대사 등이 있는 관광지이자 몬젠마치이다. 일찍이 나카센도, 고슈 가도가 분기하는 슈쿠바로 번창했다.

## 지리
나가노현의 거의 중앙에 있고 직선 거리로 현청 소재지인 나가노시에서 50km, 도쿄에서 200km 떨어진 곳에 있다. 정역은 남쪽의 스와호부터 북쪽의 지쿠마 산지(우쓰쿠시가하라, 1,800m)까지 걸쳐 있어 홀쭉하다. 모양은 홀쭉하지만 실제로 주민이 거주하고 있는 곳은 스와호 주변의 분지로 거주 구역은 정방형이다. 거주 구역은 좁지만 바둑판 모양으로 길이 나 있고 대형 소매점과 주택이 밀집되어 있기 때문에 매우 살기 좋다. 또 분지의 대부분은 주거지이다. 고도는 나가노현의 시정촌 중에서는 높은 편으로 중심부는 대략 760m이다.
하천으로는 도가와강이 정의 서부를 이분하듯이 횡단하며 정 중심부는 도가와강의 선상지이다. 야쓰가타케 주신 고원 국립공원이 정내에 있다. 삼림 면적은 5,510ha로, 전체 면적의 약 82%를 차지한다.

## 역사
- 1871년 - 폐번치현으로 다카지마현에 속했다가 이후 지쿠마현에 편입되었다.
- 1874년 10월 9일 - 시모스와촌이 성립하였다.
- 1876년 - 쓰카마현이 폐지되어 나가노현에 편입되었다.
- 1893년 6월 30일 - 정으로 승격해 시모스와정이 되었다.

## 인구
| 연도 | 인구   | ±%     |
| ---- | ------ | ------ |
| 1940 | 17,619 | —      |
| 1950 | 18,798 | +6.7%  |
| 1960 | 22,602 | +20.2% |
| 1970 | 26,932 | +19.2% |
| 1980 | 26,574 | −1.3%  |
| 1990 | 25,519 | −4.0%  |
| 2000 | 23,930 | −6.2%  |
| 2010 | 21,504 | −10.1% |

## 교통

### 철도
- 동일본 여객철도 주오 본선

### 도로
- 국도 20호선
- 국도 142호선